# IF Friska Viljor
IF Friska Viljor (FV) är en idrottsförening i Örnsköldsvik bildad 1905. Den är välkänd inom backhoppning och nordisk kombination. Även bandy och orientering har bedrivits.
Föreningen ägnar sig numera uteslutande åt backhoppning sedan Friska Viljor Alpina och Friska Viljor FC 1994 (fotbollsdelen) bildat egna klubbar. Dessutom har även badmintonklubben Friska Viljor BMK bildats.
FV äger Paradiskullen i Örnsköldsvik, en träningsanläggning för backhoppning.